# Étienne Piquiral
Étienne Piquiral (ur. 15 czerwca 1901 w Perpignan, zm. 13 marca 1945 w Lubece) – francuski rugbysta grający na pozycji wiązacza, olimpijczyk, zdobywca srebrnego medalu w turnieju rugby union na Letnich Igrzyskach Olimpijskich w 1924 roku w Paryżu.

## Kariera sportowa
W trakcie kariery sportowej związany był z klubami Racing Club de France i Stade Français.
Z reprezentacją Francji zagrał w turnieju rugby union na Letnich Igrzyskach Olimpijskich 1924. Wystąpił w obu meczach tych zawodów, w których Francuzi na Stade de Colombes rozgromili 4 maja Rumunię 61:3, a dwa tygodnie później przegrali z USA 3:17. Wygrywając z Rumunami, lecz przegrywając z USA zajęli w turnieju drugie miejsce zdobywając tym samym srebrne medale igrzysk.
W reprezentacji Francji w latach 1924–1928 rozegrał łącznie 19 spotkań zdobywając 9 punktów.
Podczas II wojny światowej był kapitanem w pułku artylerii ciężkiej, zmarł w niewoli.